# アディ・バニ・ブレキ
アディ・バニ・ブレキ（Adi Vani Buleki、2000年10月23日 - ）は、フィジーの女子ラグビー選手。

## プロフィール
- フィジー・シンガトカ出身[1]。
- 身長 160cm、体重 60kg
- ポジションはフッカー(HO)。

## 略歴
2024年、パリ五輪の7人制女子フィジー代表に選ばれた。